# Empoasca mochidai
Empoasca mochidai är en insektsart som beskrevs av Irena Dworakowska 1972. Empoasca mochidai ingår i släktet Empoasca och familjen dvärgstritar. Inga underarter finns listade i Catalogue of Life.